# Stebnice (železniční zastávka)
Stebnice jsou železniční zastávka na trati Plzeň–Cheb nedaleko vesnice Stebnice v okrese Cheb. 

## Popis zastávky
Zastávka byla otevřena v roce 1936. V zastávce se nachází 2 koleje a 2 nástupní hrany. Před nepřízní počasí jsou cestujícím k dispozici dva betonové přístřešky. Zastávka je vybavena osvětlením[zdroj?] a rozhlasem se systémem INISS 2.